# Vlag van Schwyz

Vlag van Schwyz

De vlag van Schwyz is de vlag van de stad Schwyz en van het gelijknamige kanton in Zwitserland. De vlag is vierkant en bestaat uit een rood veld met een wit kruis in de linkerbovenhoek. De vlag van Zwitserland is op deze vlag gebaseerd. Keizer Frederik II gaf in 1240 de rode oorlogsvlag van zijn Heilige Roomse Rijk als symbool van rijksvrijheid aan Schwyz. Er werd in de 14e eeuw in de linkerbovenhoek een wit kruis toegevoegd, vaak met allerlei versierselen, als symbool van het christendom. Vanaf diezelfde eeuw wordt de vlag van Schwyz steeds meer gebruikt als symbool van de gecombineerde troepen van het Zwitsers Eedgenootschap. In 1815 werd besloten alle uiteenlopende vormen van versierselen om het witte kruis af te schaffen, waardoor de vlag zoals deze nu is officieel in gebruik kwam.